# Phytocoris populi
Phytocoris populi, auch Pappel-Laubweichwanze genannt, ist eine Wanzenart aus der Familie der Weichwanzen (Miridae).

## Merkmale
Die Wanzen werden 6,4 bis 7,3 Millimeter lang. Die Arten der Gattung Phytocoris sind auf Grund ihrer langen Schenkel (Femora) der Hinterbeine und dem langen ersten Fühlerglied erkennbar. Nur Miridius quadrivirgatus besitzt diese Merkmale ebenfalls. Phytocoris populi ist eine graubraun und schwarz gefleckte Art, bei der das erste Fühlerglied schwarz ist, aber mehrere weiße Streifen trägt. Die weißen und dunklen Binden auf den Schienen (Tibien) der mittleren Beine sind deutlich erkennbar. Sowohl die Männchen, als auch die Weibchen sind adult voll geflügelt (makropter).

## Vorkommen und Lebensraum
Die Art ist in fast ganz Europa verbreitet und kommt nur im südlichen Mittelmeerraum nicht vor. Nach Osten erstreckt sich die Verbreitung bis nach Sibirien. Die Art wurde durch den Menschen in Nordamerika eingeschleppt. Sie ist in Deutschland weit verbreitet und nicht selten, mancherorts auch häufig. Besiedelt werden häufig auwaldähnliche Lebensräume, aber auch isoliert stehende Bäume und trockene Lebensräume.

## Lebensweise
Die Wanzen leben auf verschiedenen Laubgehölzen, insbesondere an Pappeln (Populus) und Weiden (Salix), seltener auch an Linden (Tilia), Birken (Betula), Erlen (Alnus), Eschen (Fraxinus) oder Obstbäumen. Sowohl die Nymphen, als auch die Imagines sitzen tagsüber überwiegend in Ritzen der Rinde am Stamm der Wirtspflanzen. Sie ernähren sich überwiegend räuberisch von Blattläusen, Blattflöhen, Rindenläusen und anderen kleinen Wirbellosen, die am Stamm der Pflanzen leben. Die adulten Wanzen kann man von Juli bis September beobachten. Sie sind sehr flugaktiv.

## Belege